# Aluminiumhaus

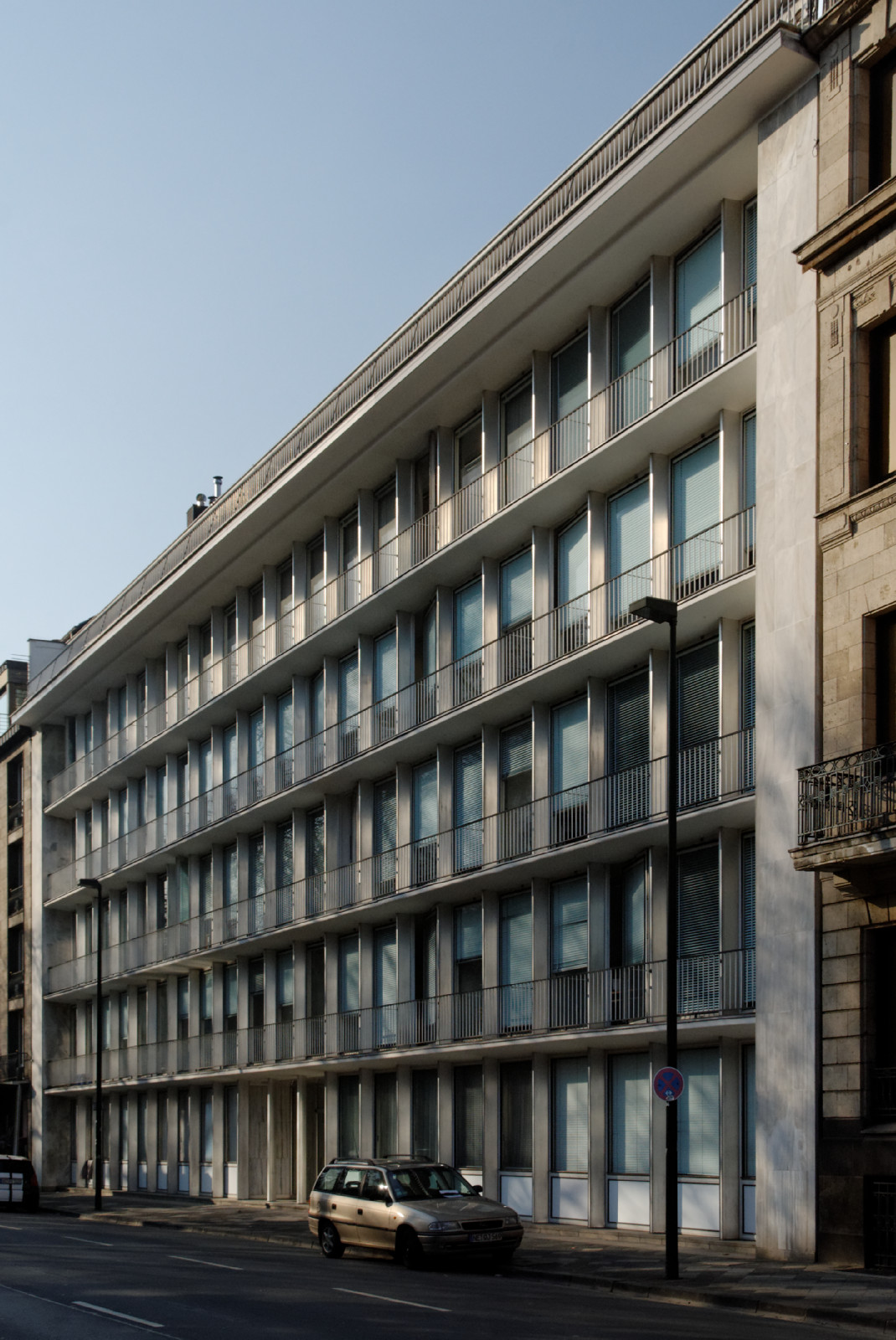
Aluminiumhaus

Das denkmalgeschützte Aluminiumhaus an der Jägerhofstraße 29 in Düsseldorf-Pempelfort wurde von 1952 bis 1953 nach Plänen von Helmut Hentrich und Hans Heuser als Wohn- und Bürohaus der Firma Olga van Meeteren erbaut. Mitarbeiter war Hubert Petschnigg. Namensgebend ist das Erscheinungsbild des Hauses mit den aluminiumverkleideten Gebäudestützen, die die Glasfassade vertikal gliedern.

## Beschreibung
Stilistisch ist das Aluminiumhaus mit dem Drahthaus verwandt. Das Gebäude hat fünf Geschosse und eine auskragende Dachplatte. Die Stockwerke sind vollständig verglast. In die Glasfront sind nach vorne konisch zulaufende, aluminiumverkleidete Stützen integriert. Vor den Fensterreihen verlaufen als horizontale Gliederung Putzbalkone mit Geländern aus Stabstahl.

## Nutzung
Seit Mai 2020 befinden sich unter anderem die Büroräume der neu gegründeten Stiftung Haus der Geschichte Nordrhein-Westfalen im Aluminiumhaus.